# コサキン道中 ぶらっぶらっぶらっ!
『コサキン道中 ぶらっぶらっぶらっ!』（コサキンどうちゅう ぶらっぶらっぶらっ）は、BSフジで放送されていた紀行バラエティ番組である。

## 概要
コサキンこと小堺一機と関根勤の出演番組。コサキンとしてのレギュラー番組は、2010年4月から2013年4月までテレビ朝日およびBS朝日で放送されていた『コサキンDEラ゛ジオ゛!』以来、約1年半ぶりとなる。
小堺と関根が「人間に必要な新しい脳刺激（シナプス）」を求めて、「縁もゆかりもない場所」で「知識も興味もない事」を次々に体験する、旅番組や街歩き番組の要素を持った内容となっている。ところ構わず即興コントのようなやりとりを繰り広げるところも見どころである。
VTRの合間、2人が旅を振り返ったり、フリートークを繰り広げる部分が挿入される。
タイトルの「ぶらっぶらっぶらっ!」は、コサキンのコントに登場する意味のない擬音「ブラッブラッブラッ」に、「ぶらぶら歩く」という意味をかけている。
原則として旅先1カ所につき、前・後編の2週にわたって放送される。

## 出演者
- コサキン（小堺一機・関根勤） - 旅人兼進行役
- 片野晶子（行動科学博士） - VTR出演し、脳刺激を解説。マドンナ的役回り

## 主なコーナー
- 今週の○○

食事などのハイライトシーンをリフレインする。「今週のうままままー」のBGMはTBSラジオの番組でも使われた「Little Demon」（Screamin' Jay Hawkins）。
- エンディングトーク

「脳に刺激を与えられたモノ」などをテーマにトークを繰り広げる。視聴者投稿をもとに最新グッズを体験したり、以前のロケで手作りしたものの感想を述べることもある。

## 放送時間
- 2014年10月3日 - 2015年3月27日

毎週金曜日 22:00 - 22:55
- 2015年4月5日 - 2015年9月27日

毎週日曜日 22:00 - 22:55

### 放送形態
当初は、前・後編を2週続けて放送した後、その次の2週は再放送を行っていた。2015年4月以降は特別番組で休止する週が多くなっていることもあり、再放送は不定期となっている。

## スタッフ
- ナレーション：中尾良平
- 企画・構成：舘川範雄
- 構成：望月潤一郎
- CAM：石川泰久
- VE：太田裕久
- 音効：武田拓也
- 編集：村上朗仁
- MA：駒井仁
- タイトルデザイン：長堀久子
- メイク：特攻隊
- 車輌：東名運輸
- 編成：谷口大二（BSフジ）
- 広報：井上立樹（BSフジ）
- AD：長屋瑠見
- ディレクター：山下敦司、小柴亨之
- 演出：伊戸川俊伸
- スーパーバイザー：及川俊明
- プロデューサー：五味喬
- チーフプロデューサー：笠井雅旭
- 技術協力：DEEP、IMAGICA
- 企画協力：浅井企画
- 制作協力：フジクリエイティブコーポレーション、オイコーポレーション
- 制作・著作：BSフジ